# Christian Milo
Carl Christian Milo (31. oktober 1851 i Kornerup Præstegård ved Roskilde – 31. december 1930 i Odense) var en dansk boghandler, forlægger og bogtrykkeriejer i Odense.
Han var søn af sognepræst Frederik Vilhelm Milo og Charlotte Emilie Bruun. Faderen var søn af boghandler kancelliråd Johan Milo i Odense og broder til boghandler Hans Christian Andreas Milo. Milo frekventerede Roskilde Katedralskole fra 1863 til 1869, blev volontør hos Georg Christian Ursin fra 2. maj 1870 til 1. maj 1874, derefter medhjælper hos samme indtil 1. juni 1875, medhjælper hos Hoffensberg, Jespersen & Trap fra 1. oktober 1875 til 1. september 1876 i den milo'ske boghandel i Odense fra 3. oktober 1876 til ejerens, den barnløse onkels død 11. december 1881. Milo overtog denne forretning 1. januar 1882. Han var medlem af Boghandlerforeningen i København fra 8. juli 1898. Forretningen omfattede både et stort og indbringende forlag, en betydelig sortimentsboghandel med stempelpapirudsalg og et bogtrykkeri.
Forretningen var grundlagt 12. september 1748 af Johan Friedrich Milo (død 1783), derefter overtaget af sønnen Frederik Wilhelm Milo (1759-1844) dernæst i juni måned 1824 af dennes søn, kancelliråd Johan Milo (1788-1861) dernæst 1. juli 1860 af dennes søn Hans Christian Andreas Milo (19. januar 1819  – 11. december 1881). Ved forretningens 125 års jubilæum stiftede H.C.A. Milo legater til beløb 24.000 kr. H.C.A. Milo købte herregården Hesbjerg på 600 tdr land ca. 2 mil fra Odense, hvilken ifølge hans testamentariske bestemmelse 1896 overgik til hans efterfølger i firmaet, der i 1899 købte Ubberud Kirke, Hesbjergs sognekirke, og lagde den ind under gården. 
Han gik til opgaven med frisk mod og fik nye kredse knyttet til forlaget. Fx udkom Vilhelm Becks En lille Julegave til de hellige i Danmark og Indre Missions Almanak hos Milo. Inden for skønlitteraturen udgav Milo bøger af Vilhelm Bergsøe, Børge Janssen, Otto C. Fønss og Laura Kieler; også større værker som Nyere dansk Lyrik (1893) med illustrationer af danske kunstnere og Adam Fabricius' Illustreret Danmarkshistorie (3. udg., 1889) udkom hos ham.
Bogtrykkeriet, som var et af de største og ældste i danmark uden for København, blev under Milos ejerskab betydelig udvidet og beskæftigede ca 30 arbejdere og 7 hurtigpresser, som dreves ved elektrisk kraft.
Firmaet vandt medaljer på udstillingen i Odense 1885, i København 1888, på verdensudstillingen i Chicago 1893 og i Stockholm 1897. Christian Milo var medstifter af Den danske Provinsboghandlerforening, han valgtes på mødet i Odense 4 august 1891 til formand for samme og blev genvalgt de følgende år indtil 1917. I boghandlerforeningen var han medlem af forskellige vigtige udvalg.
12. september 1898 fejrede firmaet sit 150 års jubilæum ved en fest i Odense ved hvilken lejlighed, der blev afsunget en kantate af Andreas Dolleris og ved en fest, som Christian Milo samme år gav på Hesbjerg for sine kolleger i Den danske Provinsboghandlerforening overrakte denne ham et ualmindelig elegant og kunstnerisk udstyret album med portrætter i fotografi af alle foreningens medlemmer og med prospekter fra de danske provinsbyer. I anledning af det sjeldne jubilæum (firmaet var på 5 generation gået i arv i samme familie) udgav firmaet et rigt illustreret festskrift under titlen Huset Milo, Odense 1748-1898 udarbejdet af professor Camillus Nyrop.
Men Christian Milo blev også det sidste slægtsled, der havde boghandelen, for de mange repræsentative forpligtelser udhulede hans økonomi. 1913 så han sig nødsaget til at afhænde Hesbjerg, 1916 måtte han skille sig af med slægtens gamle gård på Vestergade, og endelig solgtes 1922 både bogtrykkeriet og boghandelen; den sidste overtoges af en anden gammel Odenseboghandel, den Hempel'ske. Det gamle Milo'ske etablissements saga, som gennem mange år havde betydet meget for Odense, var dermed endt.
Christian Milo var medlem af Odense Ligningskommission og af medlem af følgende institutioners bestyrelse: Den fynske Garderforening, Odense Klub, Dronningens Asyl i Odense, Den danske Bogtrykkerforening, Odense Svineslagteri, Fyns Telefonselskab, Odense Oliemølle og Carl Petersens Fabriker, kasserer for Fyens Stifts patriotiske Selskab og den 18. danske landmandsforsamling i Odense i 1900, medlem af komiteen for Danmarks deltagelse i l'exposition universelle de livres i Paris 1894 m.fl. Han foretog 14 udenlandsrejser, den længste på 3 maaneder og besøgte de fleste af Europas lande. Han udnævntes 25. november 1895 til Ridder af Dannebrog og 8. august 1900 til Ridder af 1. klasse af den svenske Vasaorden.
Han er begravet i Odense. Der findes en tegning af Else Ussing 1912 i familieeje. Portrætteret på litografiet: Hesteskue på Brahetrolleborg 1904.